# The Day Will Come When You Won't Be
"The Day Will Come When You Won't Be" é a estreia da sétima temporada da série de televisão de terror pós-apocalíptico The Walking Dead, e é o 84º episódio no total. Escrito por Scott M. Gimple e dirigido por Greg Nicotero, foi originalmente transmitido pela AMC nos Estados Unidos em 23 de outubro de 2016.
Este episódio apresenta as últimas aparições regulares dos personagens Abraham Ford (Michael Cudlitz) e Glenn Rhee (Steven Yeun), que são mortos brutalmente por Negan (Jeffrey Dean Morgan). A morte de Glenn é uma reminiscência de sua morte na série de quadrinhos, onde é morto praticamente da mesma maneira. No entanto, a morte de Abraham nos quadrinhos é diferente de sua morte na série de televisão; ele é morto por Dwight (Austin Amelio) nos quadrinhos, enquanto Dwight mata Denise na série de televisão.
O título do episódio é uma referência ao aviso do Dr. Edwin Jenner para Rick (Andrew Lincoln) no final da primeira temporada ("TS-19"): Rick diz que está grato por ter uma chance de sobreviver ao apocalipse, ao que Edwin responde que "chegará o dia em que você não agradecerá."

## Enredo
Depois de terem sido brutalmente dominado por Negan (Jeffrey Dean Morgan) e seus Salvadores, Rick (Andrew Lincoln) e seu grupo se ajoelham impotentemente diante de Negan e seu grupo. Quando fica evidente que Negan já escolheu e assassinou uma vítima da fila, Rick é abordado por Negan, que zomba dele; Rick o ameaça. Imperturbável, Negan pega o machado de Rick e o arrasta para a RV do grupo para um passeio.
Rick se senta em silêncio, enquanto começa a relembrar de diferentes membros de seu grupo, enquanto Negan continua o provocando. Negan leva a RV até uma parada onde a van é imediatamente cercada por zumbis em uma área com nevoeiro de uma parede de troncos de árvore cortados e queimados que os Salvadores anteriormente utilizaram para bloquear o caminho do grupo. Rick observa Negan atirando o machado no telhado da RV. Em seguida, Negan ordena que Rick o traga de volta e o empurra para fora da RV. No meio da densa névoa da manhã, Rick luta contra seu caminho até o telhado da RV, onde vê um zumbi pendurado e acorrentado em uma ponte. Rick se deita, desanimado, enquanto as lembranças de diferentes membros do grupo continua; ele desmorona.

## Desenvolvimento
| |  |  |
| Steven Yeun (esquerda) e Michael Cudlitz (direita) fizeram suas últimas aparições regulares em "The Day Will Come When You Won't Be". |  |  |

"The Day Will Come When You Won't Be" cobre eventos de "Volume 17", "Edição #100" de Robert Kirkman's originais da série em quadrinhos: Negan's introdução e na sua morte do Glenn. Kirkman trabalhou com os produtores para "transferência" de quadrinhos de caracteres o número de mortes de outros personagens da série de televisão; Dwight e outros Salvadores matar Abraham nos quadrinhos, mas Dwight mata Denise no episódio "Twice as Far".

## Recepção

### Recepção da crítica
Matt Fowler da IGN classificou-6 de 10 em sua avaliação: "Ele cruzou uma linha, mas não um de gore. Ou morte, mesmo. Não necessariamente. Basicamente, ele quebrou o final pingo de confiança em mostrar para o serviço de caracteres sobre gimmickry". Zack Handlen da The A.V. Club deu ao episódio um-C, a menor nota atribuída pelo site para o show até agora: "O show é tão estúpido que ele pensa que nós somos estúpidos, ora estamos estúpido; cruzar os dedos e esperanças como o inferno que a sua legião de fiéis, transtorno obsessivo seguidores rasgará as suas vestes aos horrível morte de um dos favoritos dos fãs, mas ainda estará de volta na próxima semana". de Acordo com Stuart Jeffries do The Guardian: "Este foi, para dizer o mínimo, desconfortável ver: 45-plus minutos de tortura, de pornografia , misturada com algo ainda mais intragável ... este não era tanto de entretenimento como psíquica evisceração para nós". Todd VanDerWerff de Vox escreveu: "Tive um monte de problemas com o The Walking Dead da tarde—especialmente com o que realmente terrível temporada de seis finale, mas eu provavelmente ainda teria chamado a mim mesmo, em geral, um" fã "do show até hoje". Brian Lowry da CNN também criticou o episódio: "no Entanto, a sua mais admiráveis qualidades têm sido cada vez mais ofuscado por seus mais de mau gosto—não apenas para demonstrar o quão brutal a humanidade pode ser, mas por brincar com a sua audiência." Jeff Pedra da IndieWire , escreveu em sua opinião: "Foi miserável, e tedioso, e fez-me sentir mal. Não em um emocionalmente de modo muito convincente, apenas um 'eu poderia estar assistindo algo de valor "forma", e classificou o episódio D-. Kristi Turnquist do The Oregonian também foi crítico: "O mais chocante foi revelar o quão baixo o produtor executivo e showrunner Scott M. Gimple e Walking Dead em quadrinhos criador Robert Kirkman está disposto a ir por causa de sensacionalismo e a tortura pornô";
Alguns críticos avaliou o episódio de forma positiva. João Saavedra de Den of Geek! deu quatro de cinco estrelas: "Ninguém esperando para um incrivelmente sangrenta hora de assassinato e mutilação coisas que nunca tínhamos visto antes em The Walking Dead deve ser bastante satisfeito com a temporada-7 premiere". Steve Wright, do SciFiNow deu ao episódio um cinco-fora-de-cinco classificação em sua resenha: "às Vezes, mostra a necessidade de um jogo-momento de mudança para sacudir a fórmula e deixar as coisas de ficar samey. Se qualquer espetáculo era tão terrível necessidade de um, ele foi The Walking Dead, e ele definitivamente tem que. Bem-vindo de volta". Mick van Hesteren da IGN Benelux nominal é de 10 em 10, e o chamou de um "meesterwerk".
Em reação às críticas sobre a quantidade de violência no episódio, a produtora executiva Gale Anne Hurd disse que na luz do feedback negativo, amansaram alguns dos mais terríveis cenas que foram nos episódios sendo filmado para a segunda metade da temporada. Hurd disse que "este não é um show que a tortura pornô....Vamos ter certeza de que não cruzar a linha". os produtores Executivos Scott M. Gimple e Greg Nicotero, rebateu isso, afirmando que a violência neste episódio foi propositadamente over-the-top para a narrativa, como que o "awfulness do que aconteceu com os personagens foi muito específicas para esse episódio e o início de toda esta nova história", mas que não refletem uma linha de base de violência que eles queriam para a série.

### Audiência
O episódio recebeu uma 8.4 classificação no 18-49 demográfica gama, com 17.03 milhões no total de espectadores. Ele foi o mais assistido da série de noite, com a sua segunda melhor classificação.